# Linke-Hofmann BT-1
BT-1 – typ technicznego wagonu tramwajowego, wybudowany we Wrocławiu w pierwszej połowie lat 20. XX wieku na bazie konstrukcji tramwaju Linke-Hofmann Berolina.

## Historia
Pojazd powstał na potrzeby obsługi zajezdni tramwajowej przy ul. Krakowskiej we Wrocławiu, gdzie służył do manewrowania z wagonami kolejowymi. Taka potrzeba wynikała z ulokowania na terenie zajezdni elektrowni węglowej zasilającej sieć trakcyjną, która zaopatrywana była w surowiec przez kolej. Przetrwał działania wojenne, dzięki czemu brał udział w odgruzowywaniu Wrocławia, a następnie kontynuował służbę jako wagon techniczny. W latach 50. przeszedł modernizację z wykorzystaniem elementów z tramwajów Konstal N, a wycofany ze służby został w następnej dekadzie. W latach 80. wagon był przeznaczony do fizycznej kasacji, jednak udało się go przetransportować wraz z tramwajem Linke-Hofmann Standard #1076 do Krakowa, gdzie miał zasilić zbiory muzealne. W 2016 roku podjęto się jego remontu i stał się czynnym wagonem muzealnym w zbiorach krakowskiego Muzeum Inżynierii Miejskiej.
Pierwotnie pojazd był oznaczony numerem taborowym B.T. 1, co dało mu w przyszłości takie oznaczenie typu. W okresie powojennej służby dla MPK Wrocław, został oznaczony jako pojazd gospodarczy G-051.

## Budowa oraz zakres modernizacji
Wagon dwuosiowy, wolnobieżny, bazujący na wózku jednego z wrocławskich wagonów typu „neu Berolina”. Na zregenerowanych zestawach kołowych osadzono zupełnie nowe pudło, wyposażone w centralnie umieszczone stanowisko motorniczego, usytuowane bokiem do kierunku jazdy. Na czołach wagonu usytuowano oprócz sprzęgów tramwajowych, standardowe sprzęgi śrubowe oraz zderzaki używane na kolei. Dzięki temu, uzyskano rodzaj elektrowozu manewrowego. Tak wyposażony tramwaj był w stanie zarówno przetaczać z niewielką prędkością wagony kolejowe, jak i holować silnikowe i doczepne pojazdy tramwajowe.
Wyposażenie elektryczne obejmowało tramwajowy nastawnik jazdy, oporniki rozruchowe umieszczone we wnętrzu pojazdu, a także 2 silniki trakcyjne zamontowane „za nos” na obydwu osiach w wózku. W latach 60., wyposażenie elektryczne pojazdu ujednolicono z wagonami typu N. Na dachu pojazdu, zamontowano nożycowy odbierak prądu.